# 伊列克-佩尼科夫卡农村居民点
伊列克-佩尼科夫卡农村居民点（俄语：Илек-Пеньковское сельское поселение）是俄罗斯联邦别尔哥罗德州红亚鲁加区所属的一个农村居民点。其下辖有3个居民点，行政中心为伊列克-佩尼科夫卡。据2016年统计，该农村居民点的人口为888人。